# 山下弘子
山下 弘子（やました ひろこ、1992年〈平成4年〉10月29日 - 2018年〈平成30年〉3月25日）は、日本の闘病記著者。19歳で癌により「余命半年」を宣告されて以降、各地で自身の体験に基づく講演活動を行った。2016年（平成28年）に、アメリカンファミリー生命保険（現・アフラック生命保険）のテレビコマーシャルに出演したことでも知られる。

## 生涯

### 生い立ち
1992年（平成4年）10月29日、中華人民共和国の福建省に生まれる。中国で暮らしていたのは貿易会社を経営している母親の仕事の都合で、小学5年生（10歳）のときに教育環境を考慮した親の意向により、日本へと移住した。当時は日本語も話せない状態だったため、半年間は日本語学級のある別の小学校にも同時に通っていた。
高校受験では、母親が共学に通うことを承諾しなかったため、第一志望は女子高の四天王寺高等学校を目指して勉強した。しかし最終的には学力が足りないとして受験はせず、第二希望の大阪女学院高等学校理系コースに進学。
大学受験に際しては、漠然と抱いていた「世の中の役に立ちたい」という思いと、いい大学を出て一流の企業に勤めることを求める母親の思いの双方を考え、将来は国際連合に入るか、稼いだ金で慈善事業を行うことを考えるようになった。いずれにしてもそのためにはいい大学に入る必要があるとして、自宅から通える距離で最も偏差値の高い京都大学を目指して猛勉強を開始。しかしセンター試験の結果が思わしくなかったことから志望を早稲田大学に変更したものの、不合格であったため浪人することとなり、結果としてセンター出願を提出していた立命館大学法学部に合格し、進学することとなった。
入学後は、「こうなった以上は、法学部を首席で卒業し、弁護士になる！」と決意し、在学中に行政書士・司法書士の資格を取得することを目指し始める。そのため大阪の実家へ帰宅するのが週に3日は夜11時を回ることになったため、5月からは大学近くで下宿生活を始めている。また、京大に行けなかった分色々な経験をしたいとの思いから、下宿を開始するまではかつて通っていた塾で講師のアルバイトをし、夏休みには南紀白浜のホテルで、1ヶ月間のベルボーイのアルバイトをしていた。

### 発病発覚
後期が始まって間もない2012年（平成24年）9月28日、友人と昼食を摂っている最中に右胸が痛み出す。午後の授業が始まっても治まらず、呼吸する度に痛むようになったため、早めに帰宅。その後、当時交際していた男性に依頼し、バイクで大学近くの病院へ向かった。ここで超音波検査を受けた結果、医師からは肝臓の状態が良くないかもしれないため、大きい病院で診てもらったほうがいい、との旨を告げられている。
週明けの10月1日に大阪の病院へ行き、検査入院が必要である旨を告げられる。一方で同行した母は別に診察室へ呼ばれ、出てきたときには目を泣き腫らしていたことから、弘子は「ただならぬ気配」を感じ取っている。しかし母親は弘子の質問に何も答えず、続いて病院へ着いた父親も癌であることを否定。自宅で一度就寝してのち、偶然に家族が話し合っているのを立ち聞きしたことで、初めて弘子は自身が癌であり、余命半年と医師が告げたことを知った。後で知った話ではこのとき、破裂する寸前の重さ2キロにまで巨大化した肝臓癌が胃と肺を圧迫しており、癌マーカーの数値は70,000を示していた。
翌10月2日には親戚の知人である医師の診察を受けるため、両親と共に上京。帰りには母が大学の休学を提案し、そのまま京都へ立ち寄り、休学手続きと下宿の引き払いを行った。また、3日には病院からの電話で、癌の転移が確認できず、切除手術が可能であることを知らされた。弘子自身は既に、家族の会話を立ち聞きしたときに感じた一時的な不安は薄れてきており、泣きながら喜ぶ母を見て「やっぱり大丈夫だった」と思ったという。10月23日に入院し、10月25日、10時間に及ぶ手術で2キロの癌を切除した。
2013年（平成25年）4月11日、定期検診で肺に影が見つかり、16日にはCT検査で、肺への癌転移が確認された。更に肝臓にも小さな癌が再発していることが判明。新学期と共に復学したばかりであったが、再度休学することとなり、5月2日から17日まで入院し、5月8日に再度の切除手術を受けた。7月11日のCT検査では再度、肝臓に2センチ大の癌が二つ発見され、8月19日に太腿の付け根からカテーテルを挿入して行う、肝動脈化学塞栓術を受けている。

### 講演活動の開始
2013年（平成25年）9月、以前に闘病記を渡された高校3年生のときの担任と話をしていた際、「私も将来、闘病記を書いてみるかな」と冗談のつもりで口にしたところ、「それならば、今度、女学院で話すだけでもしてみたらどう？」と勧められ、10月29日に母校のチャペルで、癌が発見された経緯や転移・再発、聖書との出会いや癌から学んだことを講演した。すると生徒たちからは泣き出す生徒もいるほどの大きな反応があり、教師や牧師からも褒められたことから、「こんな私の言葉を、聞いてくれる人がいる！」ということに気付いたという。
2014年（平成26年）2月には、高校時代の同級生の勧めでブログ「今を生きる」を始める。初の投稿は肝臓癌手術の前日の2月18日で、当初は何を書いていいかわからなかったため、以前にFacebookに載せていた女学院での講演の原稿を転載した。すると次々とシェアされ、21日にはブログに4,600件超のアクセスがあり、翌日には15,000件、23日には22,000件、24日には31,000件まで伸びるほどの反応があった。そしてブログをきっかけに、講演の依頼も寄せられるようになっていった。
まず7月1日、横須賀学院中学校・高等学校で講演を行ったのを初めとして、8月26日に医療関係会社の薬学部学生向けの講演を行い、9月16日に大東市立谷川中学校で講演を行った。講演を始めるとブログへの応援コメントも増えた一方、「余命宣告ビジネス」「死ぬ死ぬ詐欺」といった誹謗中傷や、余命のカウントダウンを毎日書き込む者なども現れるようになり、一時は講演を続ける意味を見失いかけたという。しかしこのとき、それまでの自分は他人からのお礼の言葉を目的としていたことに気付き、「自分がやることはすべて自分のため」と割り切ることで、気持ちが楽になったとしている。
9月25日、休学の期限である2年間が経過したため、大学を除籍となる。しかし弘子は休学中、家の仕事を手伝ったり株投資を勉強し始めたことで、大学を卒業し企業に就職する以外にも、働いて金を稼ぐことはできるということに気付いたとし、自身を「負け組」とは思っていない、と記している。12月には初の書籍、『雨上がりに咲く向日葵のように：「余命半年」宣告の先を生きるということ』（宝島社）を刊行した。
2015年（平成27年）2月、2冊目の書籍『人生の目覚まし時計が鳴ったとき』（KADOKAWA）を刊行。7月4日には、日本テレビ系で弘子を紹介する番組「Cancer gift がんって、不幸ですか？」が放送された。
2016年（平成28年）7月9日には、映画『祈りのちから』公開記念イベントに、音楽宣教師の久米小百合と共に出席し、司会者の波多康牧師に「がんという敵をも愛しなさい」と語られたことで、「24時間自分を迫害してくるガンに怒りながら過ごすのか、それとも、感謝することを教えてくれた存在と受け止めて過ごすのか。命の質が全く違ってくると思った」「敵をも愛せるように祈りながら生きるようになった」と語っている。この年には、アメリカンファミリー生命保険（現・アフラック生命保険）のテレビコマーシャルに、タレントの櫻井翔と共に出演している。

### 前田との交際・結婚
2013年（平成25年）6月6日、マッチングアプリで兵庫県議会議員の前田朋己（まえだ ともき、1980年〈昭和55年〉4月30日 - ）と知り合う。互いに旅行好きであったため意気投合してのち、弘子が自身の癌のことを明かした。このとき、前田は癌から回復した母親のことを思い浮かべ「あまり気にしなくていいんじゃない？」と返答している。癌のことを知った後も普通に接してくれたことから、弘子はその後も前田と会い、交際することとなった。7月末には、前田が家族のハワイ旅行に弘子を誘ったため、これに同行。やがて同棲するようになり、2015年（平成27年）には土地を購入、二人のための自宅を新築した。
2016年（平成28年）12月には、結婚後に死ぬと前田の人生の足枷になるとして結婚を躊躇していた弘子が、レンビマの治験の結果、癌マーカーの数値が下がったことを契機に結婚を承諾。しかし、その数日後の20日に、骨・リンパ・肝臓への転移が発覚した。弘子は大きな衝撃を受けて結婚を取り消すことを提案したが、「ひろにがんがあってもなくても、そんなことは関係ない」との、前田の説得により思い留まっている。2017年（平成29年）5月に婚姻届を提出し、6月18日、結婚式を挙行した。

### 病状の悪化と死去
2016年（平成28年）4月頃から喀血が始まり、翌2017年（平成29年）の晩夏には頻度を増していった。同年10月には目に見えて体調が悪化し、だるさや吐き気、痛みに襲われるようになった。またこの秋には癌治療により、妊孕性が失われていることも判明している。
一方、年末から2018年（平成30年）年始にかけては新婚旅行のために再度ハワイを訪れ、元日に日本へと帰国した。しかし帰国直後の1月3日には喀血が止まらなくなり、13日に動脈塞栓術を受けている。
2月26日、エッセイストの鳥居りんこの取材に同行して京都へ出かけ、27日に神戸へ戻った。前田が新神戸駅で出迎え、議会中で多忙であったため実家へと返したが、翌28日に吐血が始まり、午後6時に近畿大学附属病院（現・近畿大学病院）へ救急搬送される。その間も前田に逐一状況を報告しており、深夜3時半には今から手術を行う旨を伝えている。驚いた前田が電話を掛けてやり取りを交わし、「じゃあ、行ってくるね！」と告げたのが最後の会話となった。
3月25日、午前6時42分に死去。前田は「心臓の動きを止めたひろの顔には、なぜか満面の笑みが浮かんでいた。信じられないほど、本当にきれいな笑顔だった」と記している。また、この日にも数件の見舞の予定が入っていたため、弘子のブログで死去を報告したところ、すぐに新聞やテレビ、ネット上でニュースとして広がっていき、弘子の持っていた影響力に驚かされたという。
通夜は27日午後7時、葬儀は28日午前11時より、神戸市中央区の本願寺神戸別院で営まれた。4月末、前田は3年前に弘子と共に訪れたメキシコを再訪し、プラヤ・デル・カルメン沖で遺骨の散骨を行っている。
7月22日には日本テレビ系列で「NNNドキュメント’18『彼女が見ていた景色 ～山下弘子の生き方～』」が放送された。10月に前田は、弘子との出会いから別れまでをまとめた書籍『最後の「愛してる」 山下弘子、5年間の愛の軌跡』（幻冬舎）を出版した。

## 人物
趣味は海外旅行で、1年半で15ヶ国を制覇している。癌に罹患してのちに富士山登頂も果たしており、同行した医師の中山祐次郎は、当初「無理に登頂を目指さない」ことを目標にしていたが、弘子は「何言ってんの、絶対登るよ」と言っていたとし「とにかく前向きで、明るい子でした」と記している。
弘子自身も「なぜ明るいのですか？」とよく質問されるとし、その答えとして「「ま、いっか」とある程度テキトーに流して、深く悩みすぎない。不幸中の幸いで、私はがんになっても、この「ま、いっか」と考えるところは、変わりませんでした」と記している。一方で前田は、弘子は明るく社交的ではあったが、元々は進んで皆の前で話したりメディアに露出するタイプの女性ではなかったとし、自身が映画『イエスマン』を例に出して講演や取材などの活動を勧めたことで、積極的に表へ出ていくようになったとしている。
アフラックのテレビCMで共演した櫻井翔は、「撮影の合間にいろいろな話をしたんですが、こんな所に行きましたとか、こんなことやりましたとか、本当にバイタリティーあふれる方というのが思い出深いです。撮影の合間に見た弘子さんのはじけるような笑顔というのが忘れられないです」と述懐している。